# Gospodarstvo Rusije
Gospodarstvo Rusije deveto je po veličini gospodarstvo u svijetu po nominalnoj vrijednosti i šesto po veličini pariteta kupovne moći (PPP). Rusija ima obilje prirodnog plina, nafte, ugljena i plemenitih metala. Gospodarstvo Rusije doživjelo je značajne promjene od raspada Sovjetskog Saveza, kreće se iz planskoga gospodarstva prema tržišnom i globalno integriranom gospodarstvu.

## Opći pregled
Gospodarskom reformama u 1990-im privatizirali su se mnogi sektori u industriji i poljoprivredi, s iznimaka u energetskom i vojnom sektoru. Ipak, brz proces privatizacije, koji je doživio i mnoge kritike, ostavio je dionički kapital vrlo koncentriran. Tako je Moskva 2011., bila grad s najviše milijardera po stanovniku na svijetu.
Krajem 2008. i početkom 2009., Rusija je doživjela prvu recesiju nakon 10 godina rasta gospodarstva, a stabilan rast nastavio se krajem 2009. i 2010. Gospodarstvo nije ozbiljno pogođeno globalnom financijskom krizom, u odnosu na većinu Europe, uglavnom zbog integracije kratkoročnih makroekonomskih politika koje su pomogle gospodarstvu. U 2011., bruto domaći proizvod Rusije porastao je za 4,2 posto, što je 3. najviša stopa rasta među vodećim svjetskim gospodarstvima. Ruski BDP, procjenjuje se na 1,250 milijardi dolara?. U studenom 2007., nezaposlenost je u Rusiji iznosila je 5,9%, Od 2009., prihodi od naftne industrije i povezanih usluga iznose 17% bruto domaćeg proizvoda u Rusiji.
Nakon velikih problema s inflacijom, nakon kolovoza 1998., inflacija je u stalnom padu. Fiskalna politika je vrlo disciplinirana od dužničke krize 1998. godine. Gospodarski rast ovisi o cijenama nafte, više cijene potiču rast.

## Prirodna bogatstva
Rusija obiluje prirodnim bogatstvima, posebno mineralima na Uralu i velikim količinama nafte, plina, ugljena i drvne mase u Sibiru i na ruskom Dalekom istoku. Međutim, većina takvih bogatstava nalaze se u udaljenim i klimatski nepovoljnim područjima, koja su slabo razvijena i daleko od ruskih luka. 
Prirodni resursi, posebno nafte i plin, dominiraju u ruskom izvozu. Naftna industrija u Rusiji jedna je od najvećih u svijetu. Rusija ima najveće rezerve te je najveći izvoznik, prirodnog plina. Zauzima 2. mjesto po najviše rezervi ugljena u svijetu, 8. mjesto po rezervama nafte, te je najveći izvoznik nafte u svijetu u apsolutnim brojkama. 
Po glavi proizvodnje nafte u Rusiji, ipak proizvodnja nije tako visoka. Od 2007., Rusija je proizvodila 69,603 bbl/dan na 1000 ljudi, što je mnogo manje od Kanade (102,575 bbl/dan), Saudijske Arabije (371,363 bbl/dan) ili Norveške (554,244 bbl/dan), ali dva puta više od SAD-a (28,083 bbl/dan) ili Velike Britanije (27,807 bbl/dan).
Rusija je također vodeći proizvođač i izvoznik minerala i zlata. Oko 90% ruskog izvoza u SAD čine minerali i druge sirovine. 
Rusko ribarstvo zauzima 4. mjesto u svijetu po veličini, iza Japana, SAD-a i Kine. 

## Industrija
Rusija ima jednu od najrazvijenijih industrija među bivšim državama SSSR-a. 
U 2000-im, ruska industrija se oporavila nakon duboke krize nastale raspadom Sovjetskog Saveza. Međutim, godine niskih ulaganja i dalje ostavlju svoj trag na industriju te je potrebana modernizacija. 
Rusija je razvila velike proizvodne kapacitete, posebice u proizvodnji strojeva. Vojna i zrakoplovna industrija zapošljavaju velik broj ljudi.

## Poljoprivreda
Rusija obuhvaća oko 3/4 teritorija bivšeg Sovjetskog Saveza. Nakon njegovoga raspada 1991., bilo je oko 10 godina pada. Nakon toga, ruska poljoprivreda počinje pokazivati znakove poboljšanja, zbog organizacijske i tehnološke modernizacije. Sjeverna područja koncentriraju se uglavnom na uzgoj stoke, a južni dijelovi i zapadni Sibir proizvode žito. Restrukturiranje bivših državnih farmi bio je iznimno spor proces. Privatne farme i mala poljoprivredna gospodarstva čine oko 50% poljoprivredne proizvodnje. 